# Tullia von Sydow
Alda Tullia Björnsdotter von Sydow, född den 20 november 1918 i Stockholm, död 19 juni 2019 i Stockholm, var en svensk seniorkonsult och politiker (socialdemokrat). 

## Biografi
Efter studentexamen och högskolestudier fick von Sydow en anställning på Nordiska Uppslagsböcker. Efter skilsmässa och liv som ensamstående mor med fyra barn  började hon en karriär som statstjänsteman. 1964 kom hon till Socialstyrelsen, där hon under 20 års tid kom att medverka till att skapa mycket av den moderna synen på äldreomsorgen, inte minst med Socialstyrelsens Råd och Anvisningar, för hemtjänsten ute i kommunerna.
Vid 75 års ålder blev hon landstingsledamot och 1998, vid 80 års ålder, blev hon invald i riksdagen. Hon lämnade riksdagen 2002, men satt kvar i Stockholms läns landsting till 2006, där hon bland annat var ledamot av Stiftelsen Stockholms läns Äldrecentrum och arbetade med närsjukvård, äldrefrågor med mera. Hon var också ledamot av Kungsholmens stadsdelsnämnd.
von Sydow var nämndeman, bland annat i Svea hovrätt, och var initiativtagare till Nämndemännens riksförbund, NRF, samt dess första förbundsordförande 1980–1983. År 1995 var hon ordförande för Forum 50+. Hon var 2004 ledamot av styrelsen för förbundet Humanisterna. Hon var även ordförande för Stockholms Stamningsförening.

### Familj
Tullia von Sydow var dotter till kommendörkaptenen och direktören Björn von Sydow och dennes hustru sjuksköterskan Tullia, född Granström. Hon var gift 1943–1945 med konstnären Lars Norrman och 1945–1959 med redaktören Bengt Sköldenberg (1918–2000). Hon var i andra äktenskapet mor till riksdagsledamoten och förre talmannen Björn von Sydow.
Tullia von Sydow är begraven på Galärvarvskyrkogården i Stockholm.